# Éirepromotioun
La Éirepromotioun (it. Promozione d'onore) è il secondo livello del calcio in Lussemburgo. Vi partecipano 16 squadre.

## Squadre partecipanti 2023-24
- Alisontia Steinsel
- Avenir Beggen
- Berdenia Berbourg
- Bettembourg
- Blo-Weiss Medernach
- Etzella Ettelbruck
- Grevenmacher
- Hostert
- Jeunesse Canach
- Koeppchen Wormeldange
- Lorentzweiler
- Mamer 32
- Résidence Walferdange
- Rodange 91
- Rumelange
- Yellow Boys Weiler

## Albo d'oro
- 1960:  Chiers Rodange
- 1961:  F91 Dudelange
- 1962:  Avenir Beggen
- 1963:  Jeunesse Wasserbillig
- 1964:  Rumelange
- 1965:  Pétange
- 1966:  Mondorf
- 1967:  Progrès Niedercorn
- 1968:  Fola Esch
- 1969:  F91 Dudelange
- 1970:  Grevenmacher
- 1971:  The National Schifflange
- 1972:  Sporting Bettembourg
- 1973:  Red Star Merl
- 1974:  Progrès Niedercorn
- 1975:  Chiers Rodange
- 1976:  Grevenmacher
- 1977:  Spora Luxembourg
- 1978:  Aris Bonnevoie
- 1979:  Spora Luxembourg
- 1980:  Olympique Eischen
- 1981:  Wiltz 71
- 1982:  Rumelange
- 1983:  Spora Luxembourg
- 1984:  F91 Dudelange
- 1985:  Grevenmacher
- 1986:  Wiltz 71
- 1987:  Aris Bonnevoie
- 1988-1989:  Aris Bonnevoie
- 1989-1990:  Progrès Niedercorn
- 1990-1991:  Wiltz 71
- 1991-1992:  F91 Dudelange
- 1992-1993:  Pétange
- 1993-1994:  Wiltz 71
- 1994-1995:  Chiers Rodange
- 1995-1996:  Hobscheid
- 1996-1997:  Red Boys Differdange
- 1997-1998:  Aris Bonnevoie
- 1998-1999:  Rumelange
- 1999-2000:  Etzella Ettelbruck
- 2000-2001:  Swift Hesperange
- 2001-2002:  Wiltz 71
- 2002-2003:  Etzella Ettelbruck
- 2003-2004:  Union Luxembourg
- 2004-2005:  Käerjeng 97
- 2005-2006:  Differdange 03
- 2006-2007:  R.M. Hamm Benfica
- 2007-2008:  Rumelange
- 2008-2009:  Pétange
- 2009-2010:  Wiltz 71
- 2010-2011:  Union 05 Kayl-Tétange
- 2011-2012:  Jeunesse Canach
- 2012-2013:  Swift Hesperange
- 2013-2014:  Victoria Rosport
- 2014-2015:  R.M. Hamm Benfica
- 2015-2016:  Käerjeng 97
- 2016-2017:  US Esch
- 2017-2018:  Etzella Ettelbruck
- 2018-2019:  Rodange 91
- 2019-2020: non assegnato[1]
- 2020-2021: non assegnato[1]
- 2021-2022:  Mondercange
- 2022-2023:  Schifflange 95
- 2023-2024:  Sporting Bettembourg
- 2024-2025:  Mamer 32